# زلزال بوشهر 2013
زلزال دشتي هو زلزال وقع يوم 9 أبريل 2013 م قرب بلدة شنبه وكاكي في مقاطعة دشتي الواقعة في محافظة بوشهر الإيراني.
بلغت قوته 6.3 درجة على مقياس ريختر.

## الزلزال
في 16:22 بالتوقيت المحلي الإيراني (11:52 بالتوقيت العالمي الموحد) في 9 أبريل، 2013، ضرب زلزال جنوب غربي إيران، في مقاطعة بوشهر. وقع الزلزال في عمق 10 كم بالقرب من بلدتي خورموج وكاكي. تبع الزلزال عشرات الهزات الارتدادية، معظمها في الساعة الأولى من الهزة الرئيسية، كان أكبر الهزات الارتدادية بقوة 5.6 ريختر.

## ردود الفعل
- الأمم المتحدة: أكد الأمين العام بان كي مون تعاطفه مع أسر ضحايا الزلزال واستعداد الأمم المتحدة لتقديم مساعدات.[2]
- الفاتيكان: قال البابا فرانسيس الأول أنه يصلي من أجل ضحايا الزلزال.[2]
- الولايات المتحدة: قدمت الإدارة الأمريكية تعازيها لإيران وعرضت تقديم مساعدات، إذ قالت المتحدثة باسم مجلس الأمن القومي كايتلن هايدلن «نحن حزينون جدًا للضحايا والتدمير جراء هذه الكارثة ونحن على استعداد لمساعدة الإيرانيين».[3] وقال الناطق باسم وزارة الخارجية الأمريكية باتريك فنتريل: «رأينا تقارير عن الزلزال، ونحن نراقب الوضع، ونعلم أنه قرب بوشهر، ونترك للوكالة الدولية للطاقة الذرية التعليق أكثر على الموضوع، فالزلزال قريب من جزء من برنامج إيران النووي».[4]